# Stockholms kommunalkalender
Stockholms kommunalkalender, "Kommunal-Kalle", sedan 1907 årligen utgiven sammanställning över Stockholms stads förtroendevalda och ledande tjänstemän. I kalendern framgår stadens politiska struktur och anges uppgifter för de olika kommunala organen samt kontaktuppgifter. Även vissa institutioner som inte är kommunala men har som har staden som sitt verksamhetsområde beskrivs i kalendern. 
Kalendern är utgiven på Edita förlag och har ISSN 0349-4527.
Stockholms kommunalkalender 1907-2012 har digitaliserats och publicerats med tillhörande register på Stockholms stadsarkivs webbplats Hitta i arkiven